# Dipartimento di Mono
Il dipartimento di Mono è uno dei 12 dipartimenti del Benin, situato nella zona sudoccidentale del paese con 403 020 abitanti (dato 2006). Il capoluogo è Lokossa. Nel 1999 dal dipartimento di Mono fu creato il dipartimento di Kouffo. La lingua principale è la lingua gen. Altre lingue parlate in questa area sono l'ewe e alcune delle lingue phla-pherá.

## Comuni
Mono è diviso nei comuni di:
- Athiémé
- Bopa
- Comè
- Grand-Popo
- Houéyogbé
- Lokossa